# John Glynne
Sir John Glynne (1602 – 15. november 1666) var en Walisisk advokat i England, som både var leder af Højesteret og medlem af underhuset i Commonwealth of England i flere perioder under Oliver Cromwell.
I april 1640 blev han første gang valgt som parlamentsmedlem som repræsentant for Westminster, i det såkaldte "korte parlament, som kun virkede få måneder. I november 1640 blev han valgt til det "lange parlament" indtil 1647, hvor han blev fordrevet fra parlamentet og fængslet i Tower of London på grund af sine presbyterianske synspunkter. Efter et års fængsling blev han imidlertid ledende medarbeder ved Cambridge University og i 1654 genindvalgt i parlamentet. Han blev adlet den 16. november 1660.